# Министерство внутренних дел СССР
Министе́рство вну́тренних дел СССР — существовавший в 1946—1960 и 1968—1991 годах центральный союзно-республиканский орган государственного управления, осуществлявший борьбу с преступностью и поддержание общественного порядка. Общая численность сотрудников в 1953 году (за исключением милиции) — 1 095 678 человек.

## История министерства

### 1946—1960 годы

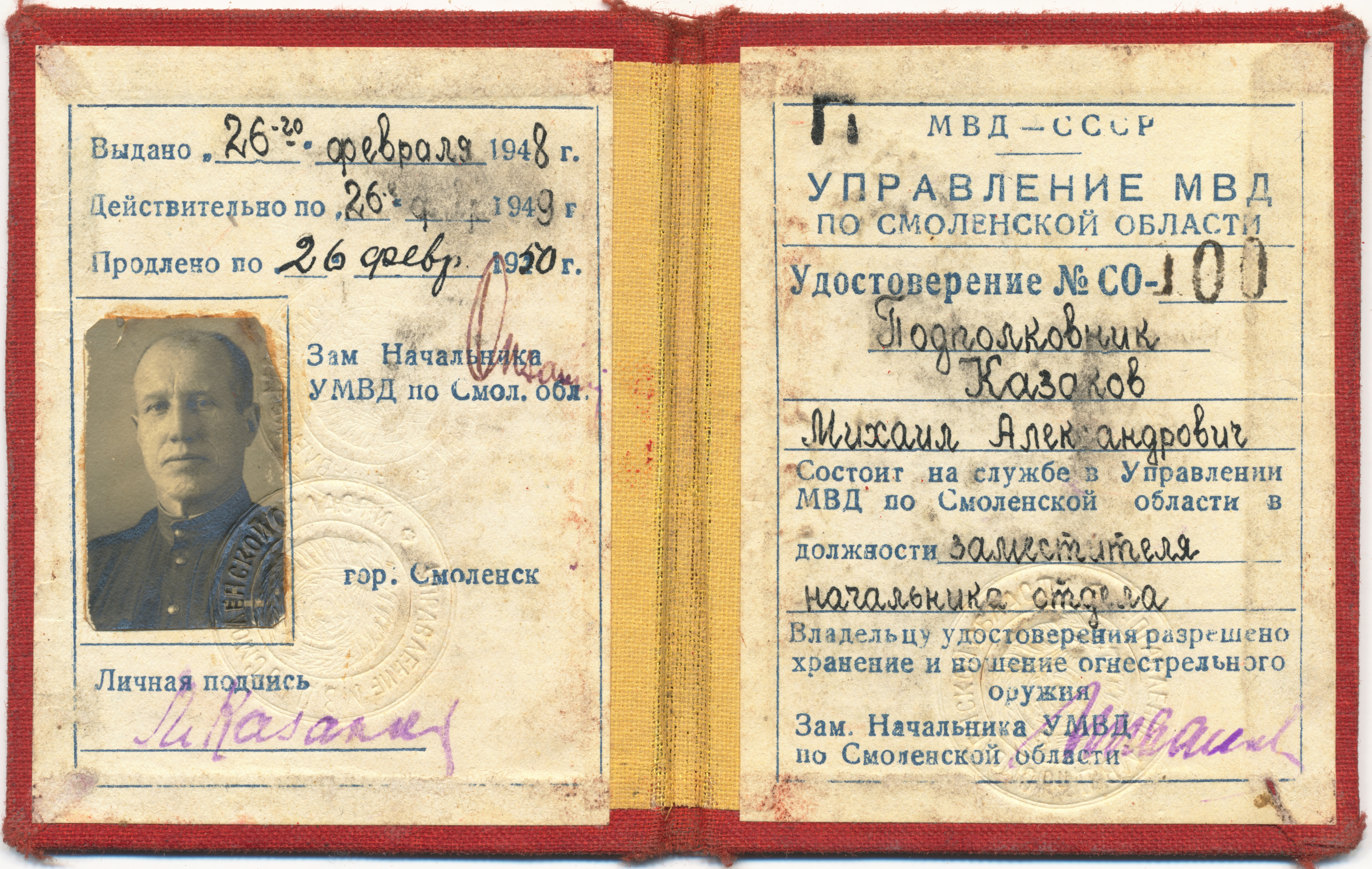
Удостоверение подполковника М. А. Казакова (1948)

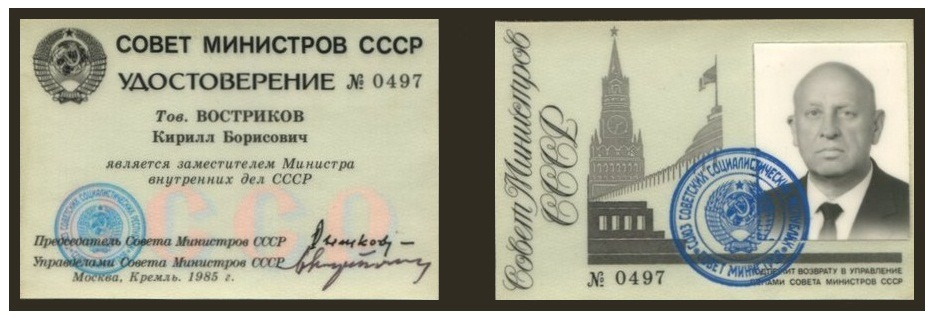
Служебное удостоверение заместителя министра МВД СССР К. Б. Вострикова (1985)

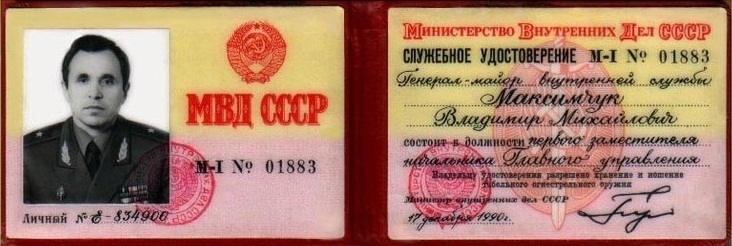
Служебное удостоверение заместителя начальника Главного управления пожарной охраны МВД СССР В. М. Максимчука (1990)

15 марта 1946 года V сессия Верховного Совета СССР приняла Закон о преобразовании Совета народных комиссаров СССР в Совет министров СССР, а народных комиссариатов — в министерства. НКВД СССР преобразовывается в Министерство внутренних дел СССР (МВД СССР). Соответствующие изменения в Конституцию СССР были внесены лишь 25 февраля 1947 года.
В первые послевоенные годы МВД СССР совместно с МГБ СССР и Советской армией вело активную борьбу против вооружённого националистического подполья в западных районах СССР.
В январе 1947 года Постановлением Совета министров СССР внутренние войска из МВД СССР передаются в МГБ СССР. Пограничные войска, конвойные части и войска МВД по охране объектов промышленности и железных дорог остаются в подчинении МВД СССР.
Начинается процесс по выводу силовой составляющей из МВД СССР: к 1953 году в составе МВД остаются лишь лагеря, а также управления и предприятия производственно-хозяйственной деятельности (строительные, геологоразведки, добычи полезных ископаемых, лесные и т. д., на которых были задействованы заключённые):
- в августе 1947 года принято постановление Совета министров СССР, по которому Отдел правительственной связи и Управление войск правительственной связи из ведения МВД передаются в МГБ СССР;
- 13 марта 1948 года в соответствии с изменением, внесённым в Конституцию РСФСР, образовано Министерство внутренних дел РСФСР (министерства внутренних дел других союзных и автономных республик существовали и раньше);
- в апреле 1948 года части по охране особо важных объектов промышленности МВД СССР передаются МГБ СССР;
- в марте 1949 года согласно постановлению Совета министров СССР из 3 специальных отделов МВД в состав МГБ передано Государственное хранилище ценностей, на базе которого организован Спецотдел (Гохран) МГБ СССР;
- в октябре 1949 года в соответствии с Постановлением Совета министров СССР от 13 октября 1949 года Военно-строительное управление, Главное управление пограничных войск (ГУПВ) и части погранвойск, Главное управление милиции (уголовный розыск, ОБХСС, милиция) переданы в ведение МГБ СССР;
- в июле 1950 года Особое совещание и Главное управление по оперативному розыску (борьба с бандитизмом) из МВД СССР переданы в ведение МГБ СССР.

В 1950 году в системе МВД СССР насчитывалось 1300 совхозов и подсобных хозяйств с посевной площадью 656 тысяч гектар и 700 тысяч голов продуктивного скота.
После смерти И. В. Сталина на совместном заседании Пленума ЦК КПСС, Совета министров СССР и Президиума Верховного Совета СССР 5 марта принято решение об объединении МГБ СССР и МВД СССР в одно Министерство — МВД СССР. Соответствующие законы принят 15 марта 1953 года. Л. П. Берия назначен министром внутренних дел СССР и заместителем председателя Совета министров СССР.
В этот период МВД предприняло ряд шагов, направленных на смягчение существовавшей карательной политики и приведение деятельности спецслужб в соответствие с правовыми нормами. Так, были пересмотрены и признаны фальсифицированными ряд крупных дел начала 50-х годов («дело врачей», «Мингрельское дело»), в течение марта 1953 года с целью освобождения МВД от несвойственных ему производственно-хозяйственных функций лагерные управления МВД были переданы в ведение 1-го Главного управления при СМ СССР и отраслевых министерств, в Президиум ЦК КПСС были направлены записки «Об упразднении паспортных ограничений» и «Об ограничении прав Особого совещания при МВД СССР». Приказом МВД № 0068 от 4 апреля 1953 года были категорически запрещены любые меры принуждения и физического воздействия на следствии.
В марте 1953 года в связи с освобождением МВД СССР от производственно-хозяйственной деятельности из МВД СССР в состав других министерств и ведомств передано более 21 подразделения. В Министерство юстиции СССР переданы Главное управление лагерей, Управление детских колоний и исправительно-трудовые учреждения, за исключением тех, в которых содержались осуждённые за государственные преступления.
26 июня 1953 года Министром внутренних дел СССР вновь назначен Круглов Сергей Никифорович.
1 сентября 1953 года Указом Президиума Верховного Совета СССР упразднено Особое совещание при Министре внутренних дел.
21 января 1954 года Постановлением СМ СССР Главное управление лагерей (ГУЛаг) и Управление детских колоний (УДК) из Министерства юстиции СССР вновь переданы в состав МВД СССР.
По данным МВД СССР, на 1 апреля 1954 года в ГУЛаге было 1 млн 360 тыс. заключённых. Из них за контрреволюционные преступления отбывали наказание 448 тыс. человек, за тяжкие уголовные преступления — около 680 тыс. Среди заключённых почти 28 % составляла молодёжь до 25 лет.
10 февраля 1954 года Президиум ЦК КПСС принял решение о выделении органов государственной безопасности из ведения МВД СССР в самостоятельное ведомство — Комитет государственной безопасности. 13 марта 1954 года Указом Президиума Верховного Совета СССР образован Комитет государственной безопасности (КГБ) при Совете министров СССР и его Председателем назначен бывший Первый заместитель министра внутренних дел СССР Серов Иван Александрович. Милиция осталась в составе МВД СССР.
31 января 1956 года Министром внутренних дел СССР был назначен Дудоров Николай Павлович.
25 октября 1956 года ЦК КПСС и Совет министров СССР приняли постановление «О мерах по улучшению работы Министерства внутренних дел СССР». Органы МВД реорганизованы в управления (отделы) внутренних дел исполкомов Советов. Тем самым возрождалась система двойного подчинения: местным Советам и вышестоящим органам МВД. Исправительно-трудовые лагеря заменялись исправительно-трудовыми колониями, где главной целью вместо выполнения производственных планов объявлялось перевоспитание осуждённых. В колониях предполагалось ввести контроль наблюдательных комиссий, созданных при Советах. Общественность также должна была контролировать процесс условно-досрочного освобождения осуждённых.
13 января 1960 года Председатель Совета министров СССР Н. С. Хрущёв подписал постановление Совета министров СССР № 48, в котором было записано следующее: «Совет министров СССР постановляет: признать целесообразным упразднить Министерство внутренних дел СССР, передав его функции министерствам внутренних дел союзных республик. Внести в Президиум Верховного Совета СССР проект Указа по данному вопросу». В тот же день Председатель Президиума Верховного Совета СССР К. Е. Ворошилов подписал два указа: об упразднении МВД СССР и о преобразовании Главного архивного управления МВД СССР в Главное архивное управление при Совете министров СССР.
В постановлении Совета министров СССР от 13 января 1960 года «О мероприятиях, связанных с упразднением МВД СССР» говорилось следующее:
- Упразднить входящие в состав МВД СССР: Главное управление милиции (ГУМ), Главное управление мест заключения (бывший ГУлаг), Главное управление пожарной охраны, Главное управление внутренних и конвойных войск, Главное управление военного снабжения, Управление кадров, Управление учебных заведений, ХОЗУ, Финансово-плановое управление, Военно-мобилизационный отдел, 2 спецотдел, Отдел детских колоний, Отдел капитального строительства, Юридический отдел, Отдел перевозок, Главную бухгалтерию и Секретариат МВД СССР.
- Передать в МВД РСФСР: 1 и 3 спецотделы.
- Преобразовать Главное архивное управление МВД в Главное архивное управление при Совете министров СССР.
- Передать Главное управление геодезии и картографии из МВД в Министерство геологии и охраны недр СССР.
- Передать Отдел фельдсвязи из МВД в Министерство связи СССР.
- Передать Штаб местной противовоздушной обороны страны из МВД в Министерство обороны СССР.
- Передать Отделение по розыску лиц, потерявших связь с родственниками, ГУМ МВД СССР в ведение Исполкома союза обществ Красного Креста и Красного Полумесяца СССР.
- Передать группу паспортного отдела ГУМ МВД СССР по регистрации, учёту и оформлению разрешений на выезд за границу и въезд в СССР в КГБ при Совете министров СССР[11].

В протоколе Президиума Совета министров СССР № 14 от 19 апреля 1960 года была сделана запись: «Считать деятельность МВД СССР с 1 мая 1960 г. прекращённой. Для завершения работы по передаче имущественных ценностей и трудоустройству сотрудников, освободившихся от работы в связи с упразднением МВД СССР, образовать рабочую группу в количестве 70 человек со сроком окончания работы к 15 июня 1960 г. Руководителем группы утвердить К. П. Черняева».
7 мая 1960 года был принят закон об упразднении Министерства внутренних дел СССР; его функции переданы министерствам внутренних дел союзных республик.
В приказе руководителя группы по ликвидации МВД СССР К. П. Черняева № 429 от 11 августа 1960 года было записано следующее: «Первым заместителем председателя Совета министров СССР А. И. Микояном 9 августа 1960 года на представленном мною в Совет министров СССР докладе, в котором подробно сообщалось о том, что все дела, связанные с ликвидацией МВД СССР, закончены, наложена резолюция: „Принять к сведению“. В соответствии с этим приказываю работу группы по ликвидации МВД СССР считать законченной 15 августа 1960 г.»
История союзно-республиканского ведомства (НКВД, МВД), которое практически полностью контролировало жизнь Советского государства, прервалась на шесть лет.

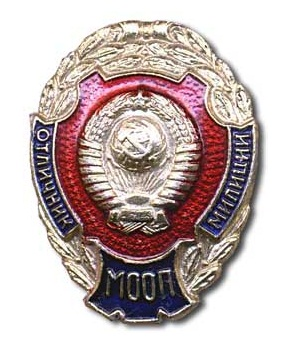
Знак «Отличник милиции» МООП

### Министерство охраны общественного порядка (МООП)
26 июля 1966 года Указом Президиума Верховного Совета СССР «О создании Союзно-республиканского министерства охраны общественного порядка СССР» было восстановлено централизованное управление органами милиции в масштабе страны (МООП СССР). Через 8 дней Верховный Совет СССР утвердил воссоздание союзного ведомства правоохранительных органов. Деятельность милиции регламентировалось Положением о советской милиции от 17 августа 1962 года
23 декабря 1966 года Верховный Совет РСФСР упразднил Министерство охраны общественного порядка РСФСР в связи с возложением его функций на МООП СССР. (Министерства охраны общественного порядка других союзных республик и автономных республик продолжили своё существование).

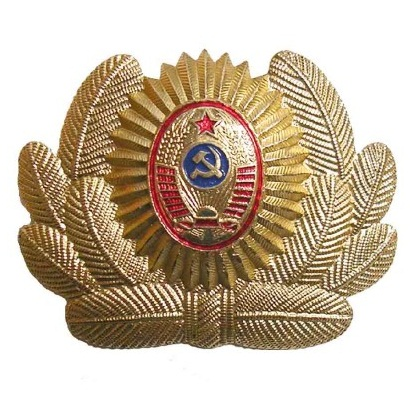
Кокарда советской милиции с эмблемой

### После переименования МООП в МВД
13 декабря 1968 года в СССР законом «Об утверждении Указа Президиума Верховного Совета СССР „О переименовании Министерства охраны общественного порядка СССР в Министерство внутренних дел СССР“ и о внесении соответствующих изменений в статью 78 Конституции (Основного Закона) СССР» от того же дня был введён в действие указ от 25 ноября 1968 год Президиума Верховного Совета СССР № 3339-VII «О переименовании Министерства охраны общественного порядка СССР в Министерство внутренних дел СССР». Названным законом Верховный Совет Союза Советских Социалистических Республик постановил утвердить называнный указ и внести следующие изменения в статью 78 Основного закона СССР — Конституцию СССР: 
после слов «К союзно-республиканским Министерствам относятся Министерства» дополнить словами «Внутренних дел»; исключить из этой статьи слова «Охраны общественного порядка».
Таким образом, названным указом было осуществлено переименование союзно-республиканского Министерства охраны общественного порядка (МООП СССР) в союзно-республиканское Министерство внутренних дел (МВД СССР). Новое наименование по подчиненности приняли в союзных и автономных республиках СССР. Также была проведена реорганизация милиции, созданы политорганы, различные виды войсковой охраны были объединены во внутренние войска МВД. Эти мероприятия продлились до февраля 1969 года, когда была объявлена новая структура Министерства и завершено преобразование внутренних войск.
В начале 1970-х годов вышли новые документы о деятельности внутри министерства. Постановлением Совета министров СССР № 452 от 16 июня 1972 года было утверждено Положение о Министерстве внутренних дел СССР, Постановлением Совета министров СССР № 385 от 8 июня 1973 года — Положение о советской милиции, действовавшие до 1991 года. Указом Президиума ВС СССР от 8 июня 1973 года были обновлены основные обязанности и права советской милиции по охране общественного порядка и борьбе с преступностью.
27 октября 1989 года вновь было образовано Министерство внутренних дел РСФСР.

### Период распада СССР
6 марта 1991 года был принят новый Закон СССР «О советской милиции». Важной вехой в истории советских правоохранительных органов стало принятие СССР в число членов Интерпола на 59-й сессии Генеральной Ассамблеи Интерпола, проходившей в Оттаве 1—3 октября 1990 года. 1 января 1991 года в составе МВД СССР было создано Национальное центральное бюро (НЦБ) Интерпола.
28 ноября 1991 года Указом Президента СССР было утверждено новое Временное положение об МВД СССР, однако оно не успело вступить в силу до распада СССР.

#### Латвийская ССР
В мае 1990 года Верховный совет Латвийской ССР провозгласил Декларацию о восстановлении государственной независимости и назначил правительство во главе с деятелями Народного фронта Латвии. Специфика переходного периода не позволяла председателю Совета министров И. Годманису переподчинить себе силовые структуры, так как МВД республики получало из Москвы всё — вооружение, технику, средства, ресурсы для охраны мест заключения. Это было понятно бывшему министру Бруно Штейнбрику, который рассчитывал, что МВД СССР снова утвердит его на должности. Его вмешательство спасло латвийский парламент 15 мая, когда вскоре после провозглашения декларации о восстановлении независимости ему грозил захват курсантами военных училищ РВВАИУ имени Алксниса и РВВПКУ имени Бирюзова. По требованию Годманиса министр прислал к парламенту Рижский ОМОН, который предотвратил стычку. В этот момент ОМОН ещё находился в прямом подчинении Штейнбрика и не был переподчинён Вильнюсской дивизии внутренних войск. Сразу после этого критического случая Годманис назначил министром полковника Алоиза Вазниса, ранее возглавлявшего уголовный розыск.
«В этот период начался раскол общества и, соответственно, милиции по национальному признаку, участие милиционеров в политических процессах, бизнесе и крышевании. Политические симпатии и антипатии, доходившие до открытых конфликтов, вызывали серьёзное беспокойство, так как эти люди имели оружие, — вспоминал бывший начальник Рижского ГУВД В. Ф. Бугай. — Мы видели безвластие в стране, но сохраняли верность присяге и занимались охраной общественного порядка, чтобы не допустить хаоса».

#### РСФСР (Россия)
18 августа 1991 года «Для сохранения конституционного порядка и целостности СССР», по инициативе председателя КГБ и первых лиц правительства СССР, был сформирован Государственный комитет по чрезвычайному положению (ГКЧП) СССР, в состав которого вошёл и министр внутренних дел СССР Б. К. Пуго. В Москву были введены войска и танки. Из-за своих нерешительных действий перед массовыми антисоветскими и антикоммунистическими демонстрациями (преимущественно в Москве), ГКЧП 21 августа потерпел поражение и самораспустился. 22 августа Б. К. Пуго покончил жизнь самоубийством. 29 августа последним министром внутренних дел СССР стал министр внутренних дел РСФСР генерал-полковник В. П. Баранников. Некоторое время он совмещал руководство союзным и российским министерствами, потом 13 сентября 1991 года был освобождён от поста в правительстве РСФСР, который занял его заместитель А. Ф. Дунаев.
Указом Президента РСФСР от 20 октября 1991 года все формирования Внутренних войск МВД СССР, дислоцированные на территории РСФСР, были приняты под юрисдикцию РСФСР и подчинены республиканскому МВД.
8 декабря президенты РСФСР и Украины и председатель Верховного Совета Республики Беларусь подписали Беловежское соглашение о прекращении существования СССР и создании СНГ.
19 декабря президент РСФСР Борис Ельцин подписал постановление российского правительства о прекращении деятельности МВД СССР на территории Российской Федерации. Согласно этому документу, министру внутренних дел РСФСР было поручено осуществить в срок до 25 декабря приёмку зданий и сооружений, материально-технической базы, вооружения и другого имущества, финансовых средств и штатной численности упраздняемого МВД СССР. Все органы, учреждения и организации МВД СССР на территории России были переведены под юрисдикцию Российской Федерации с включением их в систему МВД России.
26 декабря 1991 года Совет Республик Верховного Совета СССР (образованный Законом СССР от 05.09.1991 № 2392-I, но не предусмотренный Конституцией СССР) принял декларацию № 142-Н о прекращении существования СССР в связи с образованием СНГ.

#### Азербайджанская ССР
Органы МВД СССР принимали активное участие в попытках прекращения возникшего в конце 80-х нагорно-карабахского конфликта. При этом органы МВД Азербайджанской ССР принимали непосредственное участие совместно с внутренними войсками МВД СССР в сохранении и поддержании порядка в этом регионе, борьбе с сепаратизмом. В Армению и Азербайджан были командированы также сотрудники МВД СССР из других регионов страны (преимущественно из РСФСР), в том числе сотрудники московского ГАИ. В 1990 года был создан ОМОН МВД Азербайджанской ССР. Однако в связи с произошедшими августовскими событиями 1991 года в Москве, деградации союзных органов власти, был принят конституционный акт «О государственной независимости Азербайджанской Республики», после чего 18 октября 1991 года, Министерство Внутренних дел Азербайджана вышло из подчинения союзного МВД и начало функционировать как соответствующее ведомство Азербайджанской Республики.

## Структура
На 1969 год структура МВД СССР была следующей:
- Управление делами
- Организационно-инспекторское управление
- Управление административной службы милиции
- Управление уголовного розыска
- Управление по борьбе с хищениями социалистической собственности и спекуляцией
- Управление ГАИ
- Управление транспортной милиции
- Управление специальной милиции
- Следственное управление
- Управление оперативной службы (наружное наблюдение); позднее — 7-е управление
- Управление вневедомственной охраны
- Оперативно-техническое управление
- 1-й спецотдел (учётно-статистический)
- Бюро учёта лиц, занимавшихся бродяжничеством
- Главное управление внутренних войск
- Главное управление пожарной охраны
- Главное управление исправительно-трудовых учреждений
- Главное управление лесных исправительно-трудовых учреждений
- Главное управление материально-технического и военного снабжения
- Отдел по политико-воспитательной работе
- Главное управление кадров
- Управление учебных заведений и научно-исследовательских учреждений
- Управление капитального строительства
- Финансово-плановое управление
- Хозяйственное управление
- Управление медицинской службы
- Военно-мобилизационный отдел
- Отдел специальных перевозок
- ВНИИ МВД
- ВНИИ противопожарной обороны МВД
- Информационно-вычислительный центр

В 1972 году было создано 5-е Управление (спецмилиция на объектах РВСН);
В марте 1976 года Управление административной службы милиции было преобразовано в Главное управление охраны общественного порядка.
В 1977 году было создано 5-е Главное управление (исполнение наказаний, не связанных с лишением свободы), прежнее 5-е Управление сменило номер на 12-е.
Приказом МВД № 0014 от 15 ноября 1988 года было создано 6-е Управление (по борьбе с организованной преступностью). В феврале 1991 года оно было преобразовано в Главное управление по борьбе с наиболее опасными преступлениями, организованной преступностью, коррупцией и наркобизнесом.
В 1987 году Главные управления ИТУ и лесных ИТУ были объединены в Главное управление по исправительным делам.

## Руководители
| №                                         | Имя (Годы жизни)                                             | Срок полномочий             | Срок полномочий             | Глава правительства                                       |
| №                                         | Имя (Годы жизни)                                             | Начало                      | Конец                       | Глава правительства                                       |
| Министр внутренних дел СССР               | Министр внутренних дел СССР                                  | Министр внутренних дел СССР | Министр внутренних дел СССР | Министр внутренних дел СССР                               |
| ----------------------------------------- | ------------------------------------------------------------ | --------------------------- | --------------------------- | --------------------------------------------------------- |
| 1                                         | Генерал-полковник Сергей Никифорович Круглов (1907—1977)     | 19 марта 1946               | 5 марта 1953                | Иосиф Сталин (1941—1953)                                  |
| 2                                         | Маршал Советского Союза Лаврентий Павлович Берия (1899—1953) | 5 марта 1953                | 26 июня 1953                | Георгий Маленков (1953—1955)                              |
| 3                                         | Генерал-полковник Сергей Никифорович Круглов (1907—1977)     | 26 июня 1953                | 31 января 1956              | Георгий Маленков (1953—1955) Николай Булганин (1955—1958) |
| 4                                         | Николай Павлович Дудоров (1906—1977)                         | 31 января 1956              | 7 мая 1960                  | Николай Булганин (1955—1958) Никита Хрущёв (1958—1964)    |
| Министр охраны общественного порядка СССР |                                                              |                             |                             |                                                           |
| 1                                         | Генерал-полковник Николай Анисимович Щёлоков (1910—1984)     | 17 сентября 1966            | 13 декабря 1968             | Алексей Косыгин (1964—1980)                               |
| Министр внутренних дел СССР               |                                                              |                             |                             |                                                           |
| 5                                         | Генерал армии Николай Анисимович Щёлоков (1910—1984)         | 13 декабря 1968             | 17 декабря 1982             | Алексей Косыгин (1964—1980) Николай Тихонов (1980—1985)   |
| 6                                         | Генерал армии Виталий Васильевич Федорчук (1918—2008)        | 17 декабря 1982             | 24 января 1986              | Николай Тихонов (1980—1985) Николай Рыжков (1985—1990)    |
| 7                                         | Генерал-полковник Александр Владимирович Власов (1932—2002)  | 24 января 1986              | 20 октября 1988             | Николай Рыжков (1985—1990)                                |
| 8                                         | Генерал-лейтенант Вадим Викторович Бакатин (1937—2022)       | 20 октября 1988             | 1 декабря 1990              | Николай Рыжков (1985—1990)                                |
| 9                                         | Генерал-полковник Борис Карлович Пуго (1937—1991)            | 1 декабря 1990              | 22 августа 1991             | Николай Рыжков (1985—1990) Валентин Павлов (1991)         |
| 10                                        | Генерал-полковник Виктор Павлович Баранников (1940—1995)     | 29 августа 1991             | 26 декабря 1991             | Иван Силаев (де-факто) (1991)                             |

## Знаки отличия

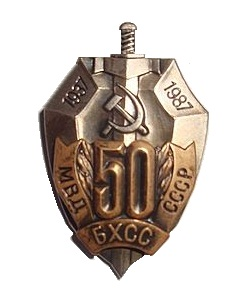
Знак 50 лет ОБХСС МВД СССР
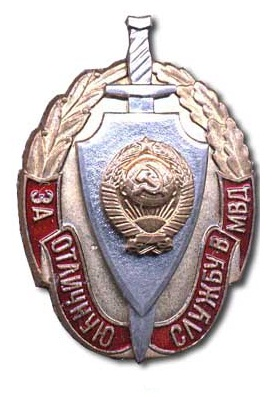
Знак «За отличную службу в МВД СССР»
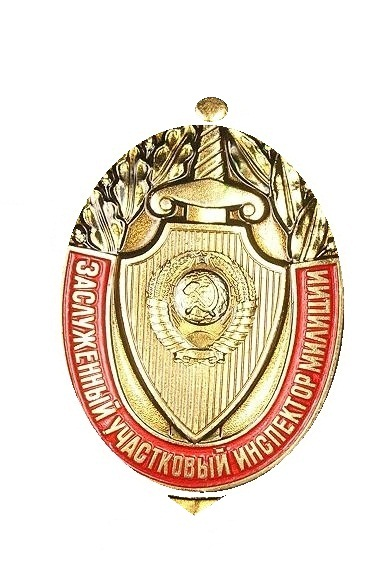
Знак «Заслуженный участковый инспектор милиции» МВД СССР
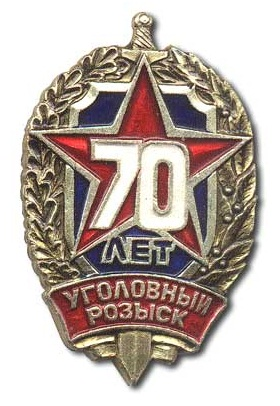
Знак 70 лет уголовному розыску МВД СССР
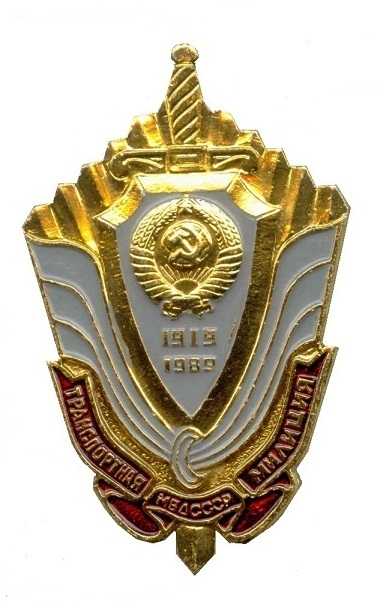
Знак транспортной Милиции МВД СССР
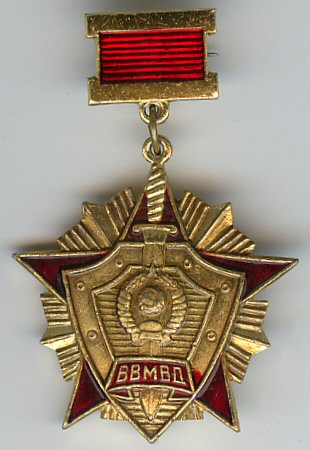
Знак «За отличие в службе», Внутренних войск МВД СССР

## Научные учреждения МВД СССР
- Научно-исследовательский институт милиции МВД СССР (ныне Всероссийский НИИ МВД РФ)[26].
- Научно-исследовательский институт специальной техники МВД СССР (бывший НИИ безопасности движения МВД СССР)[27].
- Всесоюзный научно-исследовательский институт противопожарной обороны МВД СССР (ныне Всероссийский ордена «Знак Почёта» научно-исследовательский институт противопожарной обороны МЧС России).

## Учебные заведения МВД СССР

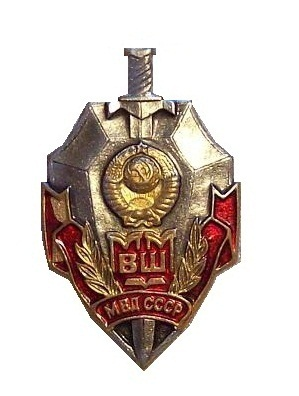
Знак
Высшей школы МВД СССР

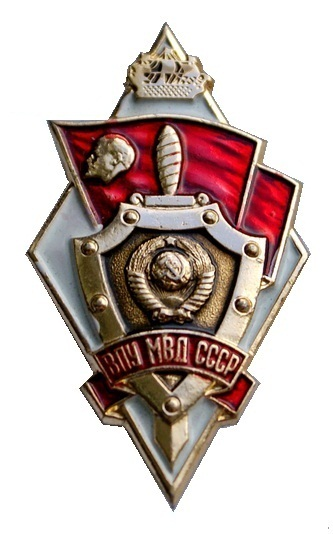
Знак Высшего политического училища МВД СССР им. 60-летия ВЛКСМ

- Академия МВД СССР (Москва) — ныне Академия управления МВД России

### Внутренние войска
- Новосибирское высшее военное командное училище МВД СССР — ныне Новосибирский ордена Жукова военный институт имени генерала армии И. К. Яковлева войск национальной гвардии Российской Федерации
- Орджоникидзевское высшее военное командное Краснознамённое училище МВД СССР имени С. М. Кирова — Северо-Кавказский военный институт внутренних войск МВД РФ расформирован в 2011 году.
- Пермское высшее военное командное училище МВД СССР — ныне Пермский военный институт войск национальной гвардии Российской Федерации
- Саратовское высшее военное командное Краснознамённое училище МВД СССР имени Ф. Э. Дзержинского — ныне Саратовский военный ордена Жукова Краснознамённый институт войск национальной гвардии Российской Федерации
- Харьковское высшее военное училище тыла МВД СССР — ныне Национальная академия Национальной гвардии Украины
- Ташкентское высшее военно-техническое училище внутренних войск МВД СССР — ныне Ташкентское высшее военно-техническое училище МВД Республики Узбекистан
- Высшее политическое училище МВД СССР имени 60-летия ВЛКСМ (Ленинград) — ныне Санкт-Петербургский военный ордена Жукова институт войск национальной гвардии Российской Федерации

### Пожарная охрана
- Высшая инженерная пожарно-техническая школа МВД СССР (Москва) — ныне Академия Государственной противопожарной службы МЧС России
- Ленинградская высшая пожарно-техническая школа МВД СССР — ныне Санкт-Петербургский университет Государственной противопожарной службы МЧС России
- Ивановское пожарно-техническое училище МВД СССР — ныне Ивановская пожарно-спасательная академия Государственной противопожарной службы МЧС России
- Иркутское пожарно-техническое училище МВД СССР — ныне Восточно-Сибирский институт Министерства внутренних дел Российской Федерации
- Свердловское пожарно-техническое училище МВД СССР — ныне Уральский институт Государственной противопожарной службы МЧС России

Украинская ССР
- Львовское пожарно-техническое училище МВД СССР — ныне Львовский государственный университет безопасности жизнедеятельности МЧС Украины
- Харьковское пожарно-техническое училище МВД СССР — ныне Национальный университет гражданской защиты Украины
- Черкасское пожарно-техническое училище МВД СССР — ныне Черкасский институт пожарной безопасности имени Героев Чернобыля

Узбекская ССР
- Ташкентское пожарно-техническое училище МВД СССР — ныне Институт пожарной безопасности МВД Республики Узбекистан

Казахская ССР
- Алма-Атинское пожарно-техническое училище МВД СССР — ныне Алматинская академия Министерства внутренних дел Республики Казахстан имени Макана Есбулатова

### Высшие школы МВД
- Высшая следственная школа МВД СССР — ныне Волгоградская академия МВД России
- Высшая юридическая заочная школа (ВЮЗШ) МВД СССР (Москва) — ныне Московский университет Министерства внутренних дел Российской Федерации имени В. Я. Кикотя
- Горьковская высшая школа милиции МВД СССР — ныне Нижегородская академия МВД России
- Московская высшая школа МВД СССР — ныне Московский университет Министерства внутренних дел Российской Федерации имени В. Я. Кикотя
- Омская высшая школа милиции МВД СССР — ныне Омская академия МВД России
- Тюменская высшая школа МВД СССР — ныне Тюменский институт повышения квалификации сотрудников МВД России
- Хабаровская высшая школа МВД СССР — ныне Дальневосточный юридический институт МВД России

Украинская ССР
- Киевская высшая школа МВД СССР — ныне Национальная академия внутренних дел Украины

Белорусская ССР
- Минская высшая школа МВД СССР — ныне Академия МВД Республики Беларусь

Узбекская ССР
- Ташкентская высшая школа МВД СССР — ныне Академия МВД Республики Узбекистан

Казахская ССР
- Карагандинская высшая школа МВД СССР — ныне Карагандинская академия Министерства внутренних дел Республики Казахстан имени Баримбека Бейсенова

### Главное управление исполнения наказаний
- Рязанская высшая школа МВД СССР — ныне Академия права и управления Федеральной службы исполнения наказаний России
- Уфимская высшая школа МВД СССР — ныне Уфимский юридический институт МВД России
- Барнаульская средняя специальная школа подготовки начальствующего состава МВД СССР — ныне Барнаульский юридический институт МВД России
- Владимирская средняя специальная школа подготовки начальствующего состава МВД СССР — ныне Владимирский юридический институт Федеральной службы исполнения наказаний России
- Вологодская средняя специальная школа подготовки начальствующего состава МВД СССР — ныне Вологодский институт права и экономики Федеральной службы исполнения наказаний России
- Ростовская средняя специальная школа подготовки начальствующего состава МВД СССР — ныне Ростовский юридический институт Министерства внутренних дел Российской Федерации

Украинская ССР
- Львовская средняя специальная школа подготовки начальствующего состава МВД СССР — ныне Львовский государственный университет внутренних дел

Казахская ССР
- Чимкентская средняя специальная школа подготовки начальствующего состава МВД СССР — ныне Шымкентский учебный центр МВД Республики Казахстан

Литовская ССР
- Вильнюсская средняя специальная школа подготовки начальствующего состава МВД СССР им. Ю. Ю. Барташюнаса

### Милиция
- Астраханская средняя специальная школа милиции — ныне Астраханское Суворовское военное училище МВД России
- Белгородская средняя специальная школа милиции — ныне Белгородский юридический институт МВД России имени И. Д. Путилина
- Брянская средняя специальная школа милиции — ныне Брянский филиал Всероссийского института повышения квалификации сотрудников МВД России
- Воронежская средняя специальная школа милиции — ныне Воронежский институт МВД России
- Елабужская средняя специальная школа милиции — ныне Елабужского филиала Казанского юридического института МВД России
- Калининградская средняя специальная школа милиции — ныне Калининградский филиал Санкт-Петербургского университета МВД России
- Краснодарская средняя специальная школа милиции — ныне Краснодарский университет Министерства внутренних дел Российской Федерации
- Красноярская средняя специальная школа милиции — ныне Сибирский юридический институт МВД России
- Ленинградская средняя специальная школа милиции — ныне Ленинградский областной филиал Санкт-Петербургского университета МВД России
- Московская средняя специальная школа милиции — ныне Московский университет Министерства внутренних дел Российской Федерации имени В. Я. Кикотя
- Нижнетагильская средняя специальная школа милиции — ныне Нижнетагильский филиал Уральского юридического института МВД России
- Новосибирская средняя специальная школа милиции — расформирована в 2010 году[28].
- Чебоксарская средняя специальная школа милиции — ныне Чебоксарский филиал Нижегородской академии МВД России
- Читинская средняя специальная школа милиции — ныне Читинское суворовское военное училище МВД России
- Орловская средняя специальная школа милиции (в народе — Школа ГАИ) — ныне Орловский юридический институт МВД России

Украинская ССР
- Днепропетровская средняя специальная школа милиции — ныне Днепропетровский государственный университет внутренних дел
- Донецкая средняя специальная школа милиции — ныне Донецкий юридический институт МВД Украины
- Ивано-Франковская средняя специальная школа милиции — ныне Прикарпатский юридический институт Львовского государственного университета внутренних дел
- Львовская средняя специальная школа милиции — ныне Львовский государственный университет внутренних дел
- Одесская средняя специальная школа милиции — ныне Одесский государственный университет внутренних дел
- Херсонская средняя специальная школа милиции — ныне Херсонский юридический институт Харьковского национального университета внутренних дел расформирован в 2011 году.

Белорусская ССР
- Минская средняя специальная школа милиции имени М. В. Фрунзе — ныне Академия МВД Республики Беларусь
- Могилёвская средняя специальная школа милиции (транспортной милиции) — ныне Могилёвский институт Министерства внутренних дел Республики Беларусь

Казахская ССР
- Алма-Атинская средняя специальная школа милиции — ныне Алматинская академия Министерства внутренних дел Республики Казахстан

Азербайджанская ССР
- Бакинская средняя специальная школа милиции им. Ризаева

Литовская ССР
- Каунасская средняя специальная школа милиции

Молдавская ССР
- Кишинёвская средняя специальная школа милиции

Латвийская ССР
- Рижская средняя специальная школа милиции

Киргизская ССР
- Фрунзенская средняя специальная школа милиции

Таджикская ССР
- Душанбинская средняя специальная школа милиции

Туркменская ССР
- Ашхабадская средняя специальная школа милиции

Узбекская ССР
- Ташкентская средняя специальная школа милиции

Эстонская ССР
- Таллинская средняя специальная школа милиции

Основную сеть специализированных учебных заведений системы МВД СССР составляли средние и средне-специальные школы милиции, которые за 2—3 года готовили юристов-правоведов со средне-специальным юридическим образованием. Только в УССР их насчитывалось не менее пяти: Одесская, Львовская, Донецкая, Ивано-Франковская, Днепропетровская. Правда, были и средне-специальные школы милиции с узкой специализацией — в г. Могилёв (Белорусская ССР) располагалась единственная на весь СССР средне-специальная школа милиции, готовившая специалистов для органов внутренних дел на транспорте.

## Народные дружины
Помимо милиции, в обеспечении общественного порядка принимали участие добровольные народные дружины (ДНД), которые создавались на предприятиях, в организациях и учреждениях, а также на основе первичных комсомольских, партийных и профсоюзных отделений. Личный состав ДНД состоял из партийных и комсомольских активистов, а также простых граждан.